# Levédia

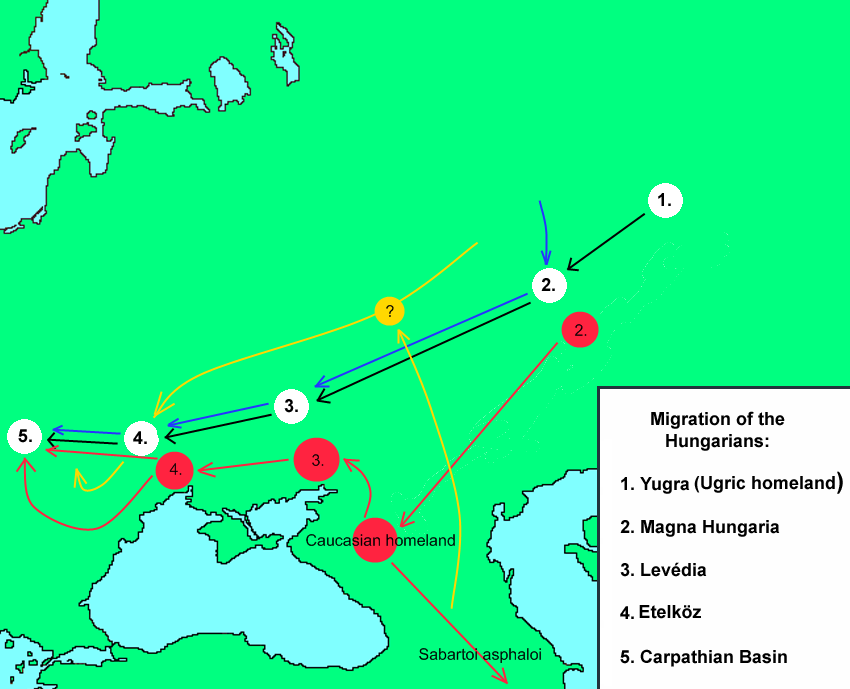
A magyar törzsek vándorlásának feltételezett útvonalai

Levédia (görögül Λεβεδία) a magyar törzsek szállásterülete volt a kelet-európai pusztán a 9. században.
A magyarok e területre költözése VII. Kónsztantinosz bizánci császár műve – A birodalom kormányzásáról (DAI) – alapján 950-hez képest régen volt: „A türkök népe régen Kazáriához közel szerzett magának szálláshelyet, azon a helyen, melyet első vajdájukról Levediának neveznek.” Különböző forrásokra alapozva feltehető, hogy a hódítás 750 körül történt. A mintegy négy emberöltőt kitevő időszak akkoriban hosszú periódusnak számított, és a beköltözés pontos dátumát nem őrizte meg az emberi emlékezet.
A császár tudósításában szereplő Levedi (Λεβεδιας) alighanem egy levédiai illetőségű főember – βοεβόδος– volt, aki egyébként más forrásokban nem szerepel, s személyét ez idáig nem sikerült semmi módon azonosítani. Más elképzelések szerint egy Levedi nevű törzsfő nevét ruházták rá a szóban forgó területre.
A szállásterület ilyen elnevezését valószínűleg soha sem használták a gyakorlatban, az a császár alkotása, a végén ugyanis az -(i)a országnévképző fedezhető fel. Levedinek a magyarok bizonyára Levedi közvetlen szálláshelyét hívták; a bizánciak pedig Levedihez és Levedibe utazhattak diplomáciai ügyekben. Ezt a császár tévedésből kivetítette az egész magyar szállásterületre.
A 2010-es évek kutatásai nyomán az a kutatói álláspont vált uralkodóvá, amely szerint az ősmagyarok egy része az Urál keleti oldalán elterülő sztyeppéről a 8–9. század fordulóján költözött a szamarai Volga-vidékre. Ez a terület azonosítható Levédia területével az utóbbi évek régészeti kutatásai alapján.

## Levédia területének meghatározása
Az írott források által említett Levédiát és Etelközt a kutatók nagy része térben és időben már korán elkülönítette, és Levédiát az Etelközt megelőző szállásterületnek tekintette. Kónsztantinosz De administrando imperio (DAI) művéből tudjuk, hogy a besenyők támadása miatt a magyar törzsek egy része nyugat felé költözött, Etelközbe. További támpont lenne a Kazár Birodalom közelsége, illetve, ha a DAI-ban említett törzsi szállásterület folyóját a "Chidmast amelyet Chingilusnak is hívnak" - sikerülne azonosítani. Szóba jöhet az Inhulec folyó e tekintetben. Ezen támpontok alapján a kutatók többsége a Don és a Dnyeper közti területre helyezte Levédiát, illetve korábban a történészek a Don-Donyec vidékére valószínűsítették ezt a törzsszövetségi területet. Ugyanakkor elmondható, hogy „nincs régészeti nyoma annak, hogy a 6-8. század között az Ural vidékéről újabb népesség költözött volna” a Don és a Donyec közötti területre. „Régészetileg tehát jelenleg elfogadhatónak tűnik az a történelmi elképzelés, mely nem számol önálló levédiai szállásterülettel, hanem azt Etelköz - feltehetőleg keleti - részének tekinti.” 
Elsőként Vékony Gábor vette észre, hogy a DAI 37. és 38. fejezetének összevetésével megállapítható Levédia fekvése. A két fejezet a magyarok és besenyők szállásterületeit sorolja fel. Az adatok térbeli elhelyezése alapján egyetlen logikus következtetés vonható le: Levédia a Volga alsó folyásától keletre, az Ural folyó vidékén helyezkedett el. A történeti forrásból kinyert adat tehát ugyanarra a területre helyezi Levédia fekvését, ahol a fizikai antropológiai kutatások szerint a honfoglaló magyarok egyik csoportja kialakult a késő vaskorban, és ahonnan ismertek magyar jellegű régészeti leletek is.
Levédia Volga menti elhelyezkedését támogatja Olekszij Komar ukrán régész elképzelése, hogy etimológiailag a Chidmas (Χιδμάς) folyó a Kámával azonosítható.

## Alternatív elméletek
A XIX. század 40-50-es éveiben Jerney János úgy vélte, Levédia nevét az ukrajnai Велика Лепетиха (Velika Lepetikha) és Мала Лепетиха (Mala Lepetikha) település őrizte meg. A szláv лебедь jelentése hattyú. Levédia tehát a Hattyúk földje. 1844 és 1845 között, Jerney egy évig tartó útja során bejárta a Fekete- és az Azovi-tenger mellékét, a Krím-félszigetet és a Don mellékét. Az utazás eredményeiről 1851-ben jelent meg kétkötetes könyve, Jerney János keleti utazása a magyarok őshelyeinek kinyomozása végett 1844 és 1845. A könyv második kötetében található az a rész – Lebediai út –, mely a Levédiával kapcsolatos kutatás részleteit tartalmazza.